# مت دبلیو. رانسوم
مت دبلیو. رانسوم (به انگلیسی: Matt W. Ransom) سناتور سابق عضو حزب دموکرات ایالات متحده آمریکا بود. وی در سال ۱۸۷۲ تا ۱۸۹۵ میلادی سناتور ایالت کارولینای شمالی در سنای ایالات متحده آمریکا بود.